# Carmen (singel Sido)
Carmen – trzeci singel rapera Sido promujący jego trzeci solowy album Ich und meine Maske. Piosenka jest utrzymana w stylu pop.

## Carmen
1. Carmen (radio version)                               3:54
2. Carmen (goofiesmackerz remix)                        4:12
3. Carmen (carmen sirius mo remix)                      4:49